# Dijana Žiberna
Dijana Žiberna, slovenska televizijska voditeljica, pisateljica, novinarka in televizijska producentka, * 11. marec 1985, Šempeter pri Gorici.
Diplomirala je iz turizma kot organizatorka turizma na Univerzi na Primorskem. Znana je predvsem kot voditeljica humoristične oddaje Pazi, kamera!, ki jo od leta 2007 vodi in ureja na Kanalu A. 
Je naratorka, posoja glas risanim junakom; prav tako jo je moč slišati v različnih oglasih. Poleg tega deluje kot pravljičarka in ustvarjalka zabavnih a hkrati poučnih vsebin na interaktivnem YouTube kanalu TimmyKidsTv, ki ga ureja.
Znotraj projekta ZgodbaZame.si pa združuje ljubitelje leposlovja.